# جنسانية بشرية ذكرية

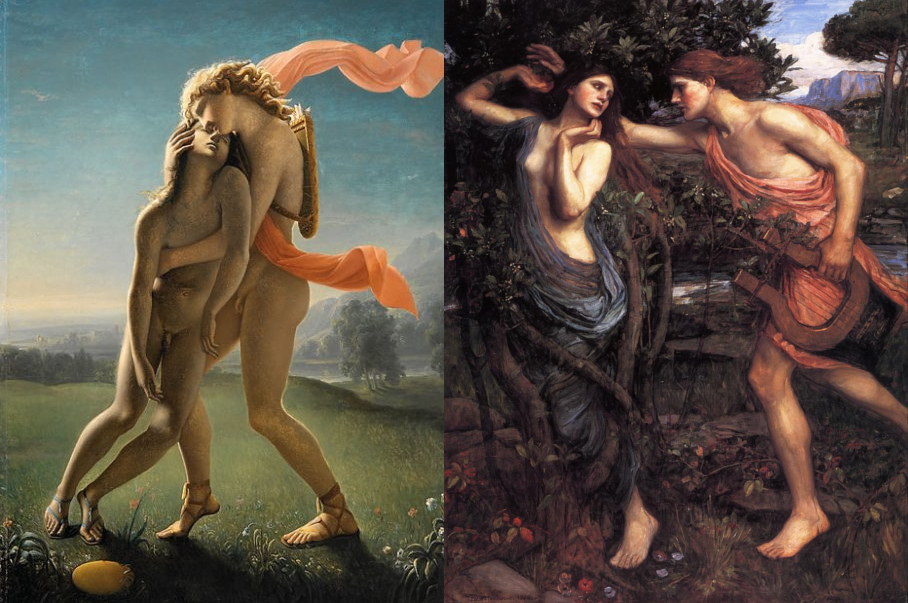

تشمل الجنسانية البشرية الذكرية مجموعة متنوعة من المشاعر والسلوكيات. قد يكون شعور الانجذاب لدى الرجال ناتجًا عن سمات بدنية واجتماعية مختلفة في شريكهم المحتمل. يمكن أن يتأثر السلوك الجنسي للرجال بعدة عوامل، تشمل: الاستعدادية التطورية، شخصية الفرد، التنشئة، والثقافة. في حين أن معظم الرجال مغايرو الجنس، توجد أقليات من مثليي الجنس ومزدوجي التوجه الجنسي بدرجاتهم المتفاوتة.

## الانجذاب الجنسي
تعتمد تفضيلات الرجل لشريكته الأنثى على عوامل جسدية وغير جسدية، والغلبة للعوامل الجسدية. يتشابه الرجال بقدر كبير في ثقافتهم لتفضيل النساء، ولكن يوجد أيضًا بعض الاختلافات الملحوظة.

### عوامل جسدية
تشير الأبحاث إلى أن الرجال عادة ما ينجذبون إلى الشابات ذوات التناسق الجسدي. يرتبط التناسق الوجهي، والأنوثة، والتوسط بالجاذبية أيضًا. يجد الرجال عادةً الصدر الأنثوي جذابًا، وينطبق هذا الأمر على مجموعة ثقافات متنوعة. وُثق تفضيل النساء ذوات البشرة الفاتحة في العديد من الثقافات.
تعتبر النساء اللاتي لديهن نسبة الخصر إلى الورك منخفضة نسبيًا أكثر جاذبية. تختلف قيمة النسبة من ثقافة إلى أخرى حسب نسبة خصر إلى ورك المرأة المفضل في الثقافة المحلية. نسبة الخصر إلى الورك المُفضلة في الثقافات الغربية هي صفر فاصل سبعة. تشمل العوامل الفيزيائية الأخرى الممكنة للانجذاب انخفاض مؤشر كتلة الجسم، محيط الخصر المنخفض، ساقين أطول، وانحناء أعمق بمنطقة أسفل الظهر. يتغير تفضيل البنية النحيفة أو البدينة للجسم حسب الثقافة، ولكن من الممكن التنبؤ به. ترتبط البدانة بمكانة أرقى وهي أكثر جاذبية في الثقافات التي يشح فيها الطعام، والعكس صحيح في الثقافات الغنية.
يفضل الرجال عمومًا أن تكون زوجاتهم أصغر منهم سنًا، ولكن مقدار الفرق العمري يختلف من ثقافة لأخرى. كلما زاد عمر الرجل زاد تفضيله لوجود فارق عمري أكبر، بينما يفضل الذكور المراهقون الإناث الأكبر بقليل من سن المراهقة.
يختلف القدر الذي يحدد به الذكر المظهر الجسدي الهام في اختياره لرفيقة زواج طويل الأمد بين الثقافات.

### عوامل غير جسدية
يرغب الرجال عند اختيار شريكات لعلاقة طويلة الأمد أن تكون من ذوات الذكاء، واللطف، والتفهم، والصحة الجيدة. يريد الرجال أيضًا من شريكاتهم أن يشاركنهم قيمهم، وأن تكن مماثلات لهم في المواقف والشخصية. تختلف أهمية العفة قبل الزواج اختلافًا كبيرًا وفقًا للثقافة، لكن الخيانة الزوجية عبر الثقافات أزعجت الرجل أكثر من أي ألم آخر قد تسببه زوجته.

## السلوك الجنسي
تؤثر عوامل كثيرة في سلوك الرجال الجنسي. يشمل هذا النزعات التطورية، مثل الاهتمام الكبير بالجنس الفطري (العرضي)، وكذلك العوامل الفردية والاجتماعية المتعلقة بالتنشئة، والشخصية، وحالة العلاقة.

### الاهتمام بالجنس العرضي
يهتم الرجال أكثر بالجنس العرضي مقارنة بالنساء. يُظِهر الرجال في المتوسط رغبة أكبر في تنوع الشركاء الجنسيين، مع الرغبة بممارسة جنسية بشكل أكثر تواترًا، ويقللون من متطلباتهم بشكل ملحوظ عندما يسعون للتزاوج القصير الأجل، ولديهم خيال جنسي أعلى وتخيلات تتضمن مجموعة متنوعة من الشركاء الجنسيين، ويفيدون بوجود رغبة جنسية أعلى لديهم، ويجدون في تلميحات الاستغلال الجنسي جاذبية للتزاوج على المدى القصير، ويندمون أكثر على تفويت فرصة لممارسة الجنس، ولديهم عدد أكبر من العلاقات غير الشرعية خارج نطاق الزواج، وهم أكثر قابلية من النساء لأن يبحثوا عن علاقات جنسية عابرة وعن صداقات مع مزايا، وأكثر ميلاً للتردد على العاهرات مقارنة بالنساء.

### التنشئة والشخصية
تتضمن إحدى الدراسات عدة عوامل تؤثر في السن الذي يمارس فيه الجنسان الجماع لأول مرة. من هذه العوامل: قلة مستويات النشاط الجنسي لدى جميع الفئات العمرية في المدارس من سن ثلاثة عشر عامًا إلى سن ثمانية عشر عامًا، وارتبط انخفاض مستويات النشاط الجنسي بوجود الأبوين، وقدوم الفرد من خلفية اجتماعية اقتصادية أكثر رقيًا، وإظهار أداء أفضل في التعليم المدرسي الذي يتعلمون فيه عن الدين، مع وجود توقعات عالية عن الأبوة أو الأمومة، واهتمام الوالدين بالفرد. على العكس من ذلك، فإن ذوي المستويات العالية من التفاخر بالجسم أظهروا مستويات أعلى من النشاط الجنسي.

### العلاقات الجنسية الاجتماعية
أظهر الذكور الذين في علاقة التزامية توجهات اجتماعية جنسية محدودة، ويُتوقع أن يكون لهم استراتيجيات جنسية مختلفة بالمقارنة مع الذكور الذين لهم توجهات اجتماعية جنسية غير مقيدة. إن الذكور ذوي التوجهات الاجتماعية الجنسية المحدودة أقل استعدادًا لممارسة الجنس خارج إطار علاقاتهم الالتزامية، ويعدلون استراتيجياتهم وفقًا لرغبتهم في الالتزام والقرب العاطفي مع شريكاتهم. من غير المرجح أن يقترب الرجال ذوي التوجه الاجتماعي الجنسي المحدود من الإناث اللائي لديهن نسب الخصر إلى الورك أقل من صفر فاصل ثمانية وستين إلى صفر فاصل اثنين وسبعين، وهي النسبة التي تصنف الإناث تبعًا لها بأنهن أكثر جاذبية جسديًا.

### الاستثمار الأبوي المتوقع
تقترح الباحثة إليزابيث كاشدان أن استراتيجيات الزواج تختلف بين الجنسين تبعًا لمقدار الاستثمار الأبوي المتوقع من الذكر، وقدمت الدعم البحثي لفرضياتها. وعندما يتوقع الرجال أن يقدموا مستوًى عاليًا من الاستثمار الأبوي، فإنهم سيحاولون اجتذاب النساء عن طريق تأكيدهم على قدرتهم على الاستثمار. وبالإضافة إلى ذلك، حينما يتوقع الرجال أن يقدموا استثمارًا أبويًا أعلى ستزيد احتمالية اهتمامهم بعفتهم وإخلاصهم أكثر من الرجال الذين يتوقعون عدم الاستثمار. فالرجال الذين يتوقعون استثمارًا أبويًا أقل سوف يتباهون بحياتهم الجنسانية أمام النساء. تزعم كاشدان أن الأبحاث تؤكد فكرة أن الرجال الذين يتوقعون تقديم استثمار أبوي يؤكدون على عفتهم وإخلاصهم، وهي إستراتيجية تكلفهم الكثير (لأنها تقلل من فرصهم في الإنجاب) مقترحةً أن هذا النوع من السلوك يجب أن يكون مفيدًا، وإلا لم يكن ليكون سلوكًا جنسيًا اصطفائيًا.

### تأكيد التربية
يجب على الذكر أن يساوم على استراتيجياته الجنسية من أجل نجاح استراتيجيته الجنسية في تمرير جيناته إلى أنثى. تحظى النساء بمستويات أعلى من الاستثمار الأبوي لأنهن يحملن الطفل النامي، وثقة أكبر في أمومتهن منذ أن يشاهدن ولادة الطفل. ومن ثم، فإن لدى النساء من الأسباب ما يجعلهن يتقبلن تحمل قدر أكبر من المسؤولية عن تربية أطفالهن. وبالمقارنة، ليس للذكور أي طريقة موضوعية للتأكد من أن الطفل الذي يربونه هو طفلهم بيولوجيًا. بسبب هذا الفارق، يتعين على الذكور أن يكيفوا استراتيجياتهم الجنسية الخاصة بهم لتتناسب مع استراتيجيات الإناث من حولهم.
يعني هذا من بين سلوكيات أخرى أن الرجال من المحتمل أن يهتموا لعفة المرأة، بهذه الطريقة يمكن للذكر أن يكون أكثر ثقة أن نسلها من صلبه. تُشاهد هذه الاستراتيجية في الذكور، ولا تشكك الأنثى قط فيها، ولذلك لا يحظى الذكر العفيف بتقدير ذي قيمة من جانب المرأة. رغم ذلك، تعزز العفة الأنثوية الأبوة بالنسبة للرجال، ما يجعل الرجل يساوم على خرق استراتيجياته الجنسية من أجل اختيار زوجة عفيفة.

### العنف الجنسي
يرتكب الرجال الاغتصاب بشكل أكثر بكثير من النساء. وقد يكون الاغتصاب نتيجة ثانوية غير قابلة للتكيف لآليات متطورة أخرى، مثل: الرغبة في التنوع الجنسي، والجنس بدون استثمار أبوي، وعدم استقرار الفرص الجنسية، وإمكانية الاعتداء الجسدي عامةً. يمكن للأدوار الجندرية الذكرية وللشعور بالاستحقاق عامةً والاستحقاق جنسيًا التنبؤ بالمواقف والسلوكيات المتعلقة بالاغتصاب لدى الرجال. غير أن الاصطفاء الطبيعي في بيئة الأسلاف قد يكون في بعض الحالات محابيًا للذكور الذين ارتكبوا الاغتصاب، ما يؤدي إلى إمكانية أن يكون الاغتصاب نفسه تكيفًا. انتقد علماء من عدة مجالات هذه الفكرة. يقول ديفيد بوس أنه لا توجد أدلة واضحة لكلتا الحالتين.